# Microporella pectinata
Microporella pectinata är en mossdjursart som beskrevs av Tilbrook 2006. Microporella pectinata ingår i släktet Microporella och familjen Microporellidae. Inga underarter finns listade i Catalogue of Life.